# Milton Malsor
Milton Malsor – wieś w Anglii, w hrabstwie Northamptonshire, w dystrykcie (unitary authority) West Northamptonshire. Leży 7 km na południe od miasta Northampton i 93 km na północny zachód od Londynu. W 2001 miejscowość liczyła 713 mieszkańców.